# 中国南玻集团
中国南玻集团股份有限公司 （深交所：000012/200012，简称：南玻A/南玻B）是中国一家研发及生产玻璃的国有企业。公司总股本10.15亿股（2006年2季度），总部位于中国深圳市蛇口工业区工业六路一号南玻大厦，现任董事长、总经理为曾南先生。

## 历史沿革
公司前身为创建于1984年9月的中国南方玻璃有限公司，1991年7月进行股份制改造，次年1月28日改组为中国南方玻璃股份有限公司，1992年2月28日公司A股、B股在同时在深交所上市，A股首日收盘于22元。
2014年12月，宝能集团旗下企业密集增持南玻A，成为公司第一大股东；2016年11月，南玻A的7名核心高管集体辞职的次日，再有董秘与两名独董辞职。

## 股权分置改革
2006年5月24日实施股权分置改革，非流通股东向流通股东每10股送3.55股。

## 公司业绩
- 1992年度，营业额：2.11亿、纯利：0.61亿、分红：每10股送3股派0.7元（含税）
- 1993年度，营业额：4.62亿、纯利：1.42亿、分红：每10股送3股派1元（含税）
- 1994年度，营业额：6.72亿、纯利：1.61亿、分红：每10股送3股派1元（含税）
- 1995年度，营业额：7.17亿、纯利：1.35亿、分红：每10股送3股派0.5元（含税）
- 1996年度，营业额：7.25亿、纯利：1.53亿、分红：每10股送1.185股派0.228元（含税）
- 1997年度，营业额：7.3亿、纯利：1.03亿、分红：不分配
- 1998年度，营业额：7.54亿、纯利：0.16亿、分红：不分配
- 1999年度，营业额：9.78亿、亏损：1.7亿、分红：不分配
- 2000年度，营业额：11.16亿、纯利：1.64亿、分红：每10股派1.2元（含税）
- 2001年度，营业额：10.41亿、纯利：1.51亿、分红：每10股派1.3元（含税）
- 2002年度，营业额：10.55亿、纯利：1.63亿、分红：每10股派1.5元（含税）
- 2003年度，营业额：13.3亿、纯利：2.04亿、分红：每10股派1.8元（含税）
- 2004年度，营业额：18.82亿、纯利：3.39亿、分红：每10股转增5股派2.5元（含税）
- 2005年度，营业额：23.02亿、纯利：3.16亿、分红：每10股派1.8元（含税）